# Sarah Gilman
 (octobre 2014).
Si vous disposez d'ouvrages ou d'articles de référence ou si vous connaissez des sites web de qualité traitant du thème abordé ici, merci de compléter l'article en donnant les références utiles à sa vérifiabilité et en les liant à la section « Notes et références ».
Sarah Gilman (née le 18 janvier 1996 à Los Angeles en Californie) est une actrice américaine. Elle est surtout connue pour son rôle de Delia dans la série de Disney Channel, C'est pas moi depuis 2014.

## Biographie
Sarah Gilman est née le 18 janvier 1996 à Los Angeles, en Californie. Sa première apparition démarra au théâtre.  Elle a joué des rôles principaux dans des comédies musicales comme Narnia

## Filmographie
- 2021 : CSI: Vegas